# John Robert Cartwright

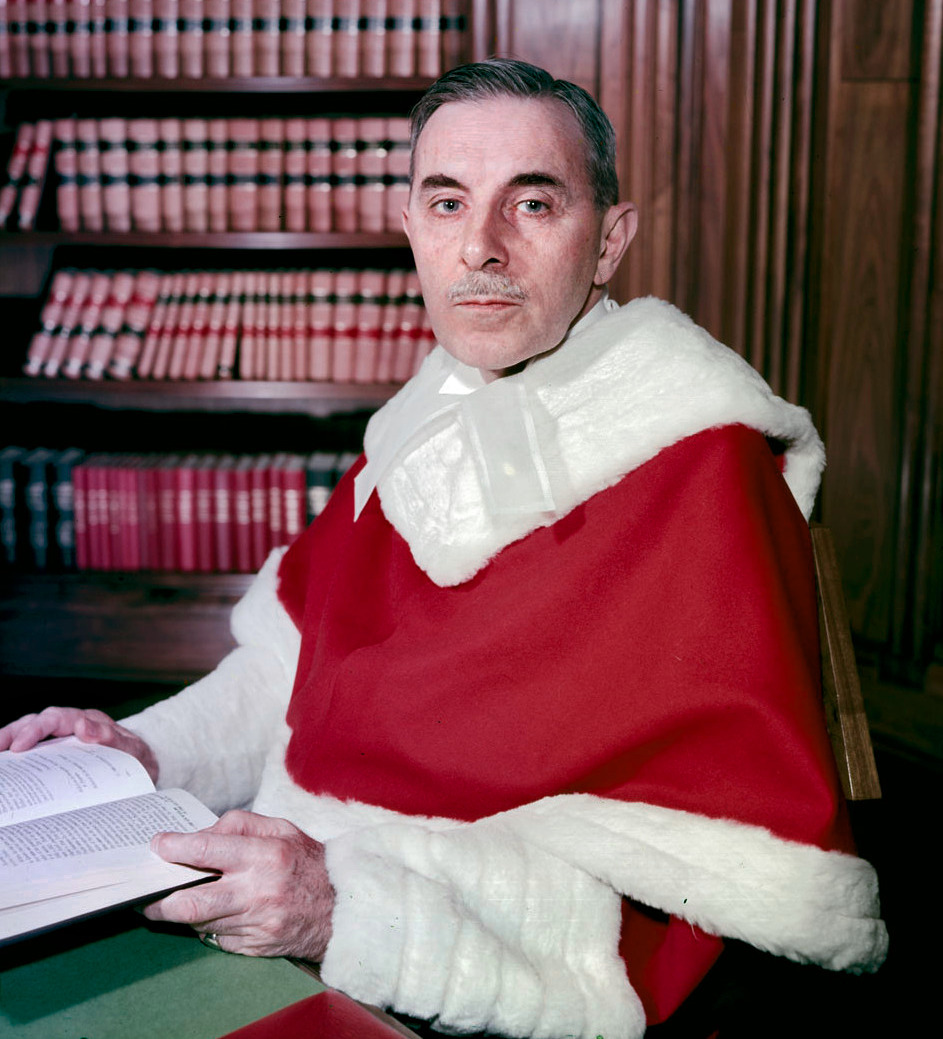
John Robert Cartwright

John Robert Cartwright, PC, CC, MC (* 23. März 1895 in Toronto; † 24. November 1979) war ein kanadischer Richter. Er gehörte von 1949 bis 1970 dem Obersten Gerichtshof von Kanada an und war ab 1967 dessen Vorsitzender (Chief Justice).

## Biografie
Cartwright erhielt seine Schulbildung am Upper Canada College und begann 1912, an der Osgoode Hall Law School Recht zu studieren. Daneben arbeitete er als Praktikant in der Kanzlei Smith, Rae & Greer. 1914 unterbrach er sein Studium und diente im Ersten Weltkrieg freiwillig als Soldat. 1915 wurde er zweimal verwundet und war danach für drei verschiedene Generäle als Aide-de-camp tätig. 1917 wurde er mit dem Military Cross ausgezeichnet. Nach Kanada zurückgekehrt, setzte Cartwright sein Studium fort. 1920 erhielt er die Zulassung als Rechtsanwalt.
1947 war Cartwright für die Kommission der Richter Robert Taschereau und Roy Kellock, die den Fall des übergelaufenen sowjetischen Spions Igor Gusenko untersuchte, als juristischer Berater tätig. Premierminister Louis Saint-Laurent ernannte ihn am 22. Dezember 1949 zum Richter am Obersten Gerichtshof von Kanada. Am 1. September 1967 beförderte ihn Premierminister Lester Pearson zum Chief Justice. Mit Erreichen der Alterslimite von 75 Jahren trat Cartwright am 23. März 1970 zurück.